# Open Sud de France 2012 - Qualificazioni singolare
Le qualificazioni del singolare  dell'Open Sud de France 2012 sono state un torneo di tennis preliminare per accedere alla fase finale della manifestazione. I vincitori dell'ultimo turno sono entrati di diritto nel tabellone principale. In caso di ritiro di uno o più giocatori aventi diritto a questi sono subentrati i lucky loser, ossia i giocatori che hanno perso nell'ultimo turno ma che avevano una classifica più alta rispetto agli altri partecipanti che avevano comunque perso nel turno finale.

## Qualificazioni

### Teste di serie
1. Simone Bolelli (ultimo turno)
2. Kenny de Schepper (secondo turno)
3. Pablo Carreño Busta (ultimo turno)
4. France Marc Gicquel (qualificato)

1. Florent Serra (qualificato)
2. Augustin Gensse (primo turno)
3. Maxime Teixeira (qualificato)
4. David Goffin (primo turno)

### Qualificati
1. Maxime Teixeira
2. Roberto Bautista Agut

1. Florent Serra
2. Marc Gicquel

### Legenda
| - Q = Qualificato - WC = Wild card - LL = Lucky loser | - ALT = Alternate - SE = Special Exempt - PR = Protected Ranking | - w/o = Walkover - r = Ritirato - d = Squalificato |

#### Sezione 1
|  | Primo turno           | Primo turno           | Primo turno           | Primo turno | Primo turno |  |  | Secondo turno | Secondo turno         | Secondo turno         | Secondo turno   | Secondo turno   |   |   | Ultimo turno | Ultimo turno   | Ultimo turno   | Ultimo turno | Ultimo turno |  |
|  |                       |                       |                       |             |             |  |  |               |                       |                       |                 |                 |   |   |              |                |                |              |              |  |
|  |                       |                       |                       |             |             |  |  |               |                       |                       |                 |                 |   |   |              |                |                |              |              |  |
|  |                       |                       |                       |             |             |  |  | 1             | Simone Bolelli        | Simone Bolelli        | 6               | 6               |   |   |              |                |                |              |              |  |
|  | Pierre-Hugues Herbert | Pierre-Hugues Herbert | Pierre-Hugues Herbert | 7           | 7           |  |  |               | Pierre-Hugues Herbert | Pierre-Hugues Herbert | 4               | 4               |   |   |              |                |                |              |              |  |
|  | Jérôme Inzerillo      | Jérôme Inzerillo      | Jérôme Inzerillo      | 62          | 6           |  |  |               |                       |                       |                 |                 |   |   | 1            | Simone Bolelli | Simone Bolelli | 5            | 3            |  |
|  | Fabrice Martin        | Fabrice Martin        | Fabrice Martin        | 6           | 6           |  |  |               |                       | 7                     | Maxime Teixeira | Maxime Teixeira | 7 | 6 |              |                |                |              |              |  |
|  | Josselin Ouanna       | Josselin Ouanna       | Josselin Ouanna       | 3           | 4           |  |  |               | Fabrice Martin        | Fabrice Martin        | 63              | 5               |   |   |              |                |                |              |              |  |
|  |                       | Michail Elgin         | Michail Elgin         | 6           | 1           |  |  | 7             | Maxime Teixeira       | Maxime Teixeira       | 7               | 7               |   |   |              |                |                |              |              |  |
|  | 7                     | Maxime Teixeira       | Maxime Teixeira       | 7           | 6           |  |  |               |                       |                       |                 |                 |   |   |              |                |                |              |              |  |

#### Sezione 2
|  | Primo turno           | Primo turno           | Primo turno           | Primo turno | Primo turno |  |  | Secondo turno | Secondo turno         | Secondo turno | Secondo turno | Secondo turno |   |   | Ultimo turno          | Ultimo turno          | Ultimo turno | Ultimo turno | Ultimo turno |  |
|  |                       |                       |                       |             |             |  |  |               |                       |               |               |               |   |   |                       |                       |              |              |              |  |
|  |                       |                       |                       |             |             |  |  |               |                       |               |               |               |   |   |                       |                       |              |              |              |  |
|  |                       |                       |                       |             |             |  |  | 2             | Kenny de Schepper     | 5             | 7             | 65            |   |   |                       |                       |              |              |              |  |
|  | Peter Gojowczyk       | Peter Gojowczyk       | Peter Gojowczyk       | 3           | 1           |  |  |               | Roberto Bautista Agut | 7             | 65            | 7             |   |   |                       |                       |              |              |              |  |
|  | Roberto Bautista Agut | Roberto Bautista Agut | Roberto Bautista Agut | 6           | 6           |  |  |               |                       |               |               |               |   |   | Roberto Bautista Agut | Roberto Bautista Agut | 3            | 6            | 6            |  |
|  | Niels Desein          | Niels Desein          | 4                     | 6           | 3           |  |  |               |                       | Romain Jouan  | Romain Jouan  | 6             | 3 | 2 |                       |                       |              |              |              |  |
|  | Miša Zverev           | Miša Zverev           | 6                     | 1           | 6           |  |  | Miša Zverev   | Miša Zverev           | Miša Zverev   | 3             | 2             |   |   |                       |                       |              |              |              |  |
|  |                       | Romain Jouan          | Romain Jouan          | 6           | 6           |  |  | Romain Jouan  | Romain Jouan          | Romain Jouan  | 6             | 6             |   |   |                       |                       |              |              |              |  |
|  | 6                     | Augustin Gensse       | Augustin Gensse       | 4           | 3           |  |  |               |                       |               |               |               |   |   |                       |                       |              |              |              |  |

#### Sezione 3
|  | Primo turno       | Primo turno       | Primo turno       | Primo turno | Primo turno |  |  | Secondo turno | Secondo turno       | Secondo turno   | Secondo turno | Secondo turno |   |   | Ultimo turno | Ultimo turno        | Ultimo turno        | Ultimo turno | Ultimo turno |  |
|  |                   |                   |                   |             |             |  |  |               |                     |                 |               |               |   |   |              |                     |                     |              |              |  |
|  |                   |                   |                   |             |             |  |  |               |                     |                 |               |               |   |   |              |                     |                     |              |              |  |
|  |                   |                   |                   |             |             |  |  | 3             | Pablo Carreño Busta | 4               | 6             | 7             |   |   |              |                     |                     |              |              |  |
|  | Dorian Descloix   | Dorian Descloix   | Dorian Descloix   | 2           | 5           |  |  |               | Conor Niland        | 6               | 2             | 65            |   |   |              |                     |                     |              |              |  |
|  | Conor Niland      | Conor Niland      | Conor Niland      | 6           | 7           |  |  |               |                     |                 |               |               |   |   | 3            | Pablo Carreño Busta | Pablo Carreño Busta | 4            | 2            |  |
|  | Íñigo Cervantes   | Íñigo Cervantes   | Íñigo Cervantes   | 6           | 7           |  |  |               |                     | 5               | Florent Serra | Florent Serra | 6 | 6 |              |                     |                     |              |              |  |
|  | Laurynas Grigelis | Laurynas Grigelis | Laurynas Grigelis | 3           | 5           |  |  |               | Íñigo Cervantes     | Íñigo Cervantes | 2             | 3             |   |   |              |                     |                     |              |              |  |
|  |                   |                   |                   |             |             |  |  | 5             | Florent Serra       | Florent Serra   | 6             | 6             |   |   |              |                     |                     |              |              |  |
|  |                   |                   |                   |             |             |  |  |               |                     |                 |               |               |   |   |              |                     |                     |              |              |  |

#### Sezione 1
|  | Primo turno          | Primo turno          | Primo turno    | Primo turno | Primo turno |  |  | Secondo turno        | Secondo turno        | Secondo turno        | Secondo turno        | Secondo turno        |   |   | Ultimo turno | Ultimo turno | Ultimo turno | Ultimo turno | Ultimo turno |  |
|  |                      |                      |                |             |             |  |  |                      |                      |                      |                      |                      |   |   |              |              |              |              |              |  |
|  |                      |                      |                |             |             |  |  |                      |                      |                      |                      |                      |   |   |              |              |              |              |              |  |
|  |                      |                      |                |             |             |  |  | 4                    | Marc Gicquel         | Marc Gicquel         | 7                    | 6                    |   |   |              |              |              |              |              |  |
|  | Vincent Millot       | Vincent Millot       | Vincent Millot | 6           | 6           |  |  |                      | Vincent Millot       | Vincent Millot       | 5                    | 2                    |   |   |              |              |              |              |              |  |
|  | Clément Maas         | Clément Maas         | Clément Maas   | 2           | 1           |  |  |                      |                      |                      |                      |                      |   |   | 4            | Marc Gicquel | Marc Gicquel | 6            | 6            |  |
|  | Albano Olivetti      | Albano Olivetti      | 6              | 4           | 64          |  |  |                      |                      |                      | J Dasnières de Veigy | J Dasnières de Veigy | 3 | 3 |              |              |              |              |              |  |
|  | J Dasnières de Veigy | J Dasnières de Veigy | 4              | 6           | 7           |  |  | J Dasnières de Veigy | J Dasnières de Veigy | J Dasnières de Veigy | 6                    | 6                    |   |   |              |              |              |              |              |  |
|  |                      | Igor Sijsling        | Igor Sijsling  | 6           | 6           |  |  | Igor Sijsling        | Igor Sijsling        | Igor Sijsling        | 1                    | 3                    |   |   |              |              |              |              |              |  |
|  | 8                    | David Goffin         | David Goffin   | 3           | 3           |  |  |                      |                      |                      |                      |                      |   |   |              |              |              |              |              |  |